# Megamerina
Megamerina is een geslacht van insecten uit de familie van de Boomschorsvliegen (Megamerinidae), die tot de orde tweevleugeligen (Diptera) behoort.

## Soorten
Deze lijst is mogelijk niet compleet.
- M. dolium

Boomschorsvlieg (Fabricius, 1805)